# Martin Damm
Martin Damm  (Liberec, 1 augustus 1972) is een Tsjechisch professioneel tennisser die uitsluitend nog in het dubbelspel actief is.
Damm speelt sinds 1990 professioneel tennis en schreef sindsdien veertig ATP-toernooien in het dubbelspel op zijn naam waaronder het US Open in 2006.

## Palmares
| Legenda                       | Legenda               |
| ----------------------------- | --------------------- |
| Grand Slam                    |                       |
| Olympische Spelen             |                       |
| tot 2009                      | vanaf 2009            |
| Tennis Masters Cup            | ATP Finals            |
| ATP Masters Series            | ATP Tour Masters 1000 |
| ATP International Series Gold | ATP Tour 500          |
| ATP International Series      | ATP Tour 250          |

### Enkelspel
| Nr.              | Datum            | Toernooi        | Ondergrond | Tegenstander in finale | Score         |         |
| ---------------- | ---------------- | --------------- | ---------- | ---------------------- | ------------- | ------- |
| verloren finales |                  |                 |            |                        |               |         |
| 1.               | 28 april 1996    | ATP Seoul       | Hardcourt  | Byron Black            | 6-7, 3-6      | details |
| 2.               | 25 augustus 1996 | ATP Long Island | Hardcourt  | Andrej Medvedev        | 5-7, 3-6      | details |
| 3.               | 13 oktober 1996  | ATP Peking      | Tapijt (i) | Greg Rusedski          | 6-7, 4-6      | details |
| 4.               | 16 maart 1997    | ATP Kopenhagen  | Tapijt (i) | Thomas Johansson       | 4-6, 6-3, 2-6 | details |
| 5.               | 21 juni 1998     | ATP Rosmalen    | Gras       | Patrick Rafter         | 6-7, 2-6      | details |

### Dubbelspel
| Nr.                               | Datum             | Toernooi            | Ondergrond    | Partner            | Tegenstanders in finale              | Score             |         |
| --------------------------------- | ----------------- | ------------------- | ------------- | ------------------ | ------------------------------------ | ----------------- | ------- |
| gewonnen finales mannendubbelspel |                   |                     |               |                    |                                      |                   |         |
| 1.                                | 14 maart 1993     | ATP Zaragoza        | Tapijt (i)    | Karel Nováček      | Mike Bauer David Rikl                | 2-6, 6-4, 7-5     | details |
| 2.                                | 2 mei 1993        | ATP München         | Gravel        | Henrik Holm        | Karel Nováček Carl-Uwe Steeb         | 6-0, 3-6, 7-5     | details |
| 3.                                | 6 maart 1994      | ATP Kopenhagen      | Tapijt (i)    | Brett Steven       | David Prinosil Udo Riglewski         | 6-3, 6-4          | details |
| 4.                                | 3 april 1994      | ATP Osaka           | Hardcourt     | Sandon Stolle      | David Adams Andrej Olchovski         | 6-4, 6-4          | details |
| 5.                                | 16 oktober 1994   | ATP Ostrava         | Hardcourt     | Karel Nováček      | Gary Muller Piet Norval              | 6-4, 1-6, 6-3     | details |
| 6.                                | 5 maart 1995      | ATP Rotterdam       | Tapijt (i)    | Anders Järryd      | Tomás Carbonell Francisco Roig       | 6-3, 6-2          | details |
| 7.                                | 19 maart 1995     | ATP Sint-Petersburg | Tapijt (i)    | Anders Järryd      | Jakob Hlasek Jevgeni Kafelnikov      | 6-4, 6-2          | details |
| 8.                                | 13 oktober 1996   | ATP Peking          | Tapijt (i)    | Andrej Olchovski   | Patrik Kühnen Gary Muller            | 6-4, 7-5          | details |
| 9.                                | 13 april 1997     | ATP Hongkong        | Hardcourt     | Daniel Vacek       | Karsten Braasch Jeff Tarango         | 6-3, 6-4          | details |
| 10.                               | 20 april 1997     | ATP Tokio           | Hardcourt     | Daniel Vacek       | Justin Gimelstob Patrick Rafter      | 2-6, 6-2, 7-6     | details |
| 11.                               | 20 april 1997     | ATP Moskou          | Tapijt (i)    | Cyril Suk          | David Adams Fabrice Santoro          | 6-4, 6-3          | details |
| 12.                               | 8 februari 1998   | ATP Zagreb          | Tapijt (i)    | Jiří Novák         | Fredrik Bergh Patrik Fredriksson     | 7-6, 6-2          | details |
| 13.                               | 1 maart 1998      | ATP Londen Indoor   | Tapijt (i)    | Jim Grabb          | Jevgeni Kafelnikov Daniel Vacek      | 6-4, 7-5          | details |
| 14.                               | 9 augustus 1998   | ATP Toronto         | Hardcourt     | Jim Grabb          | Ellis Ferreira Rick Leach            | 6–7, 6–2, 7–6     | details |
| 15.                               | 2 mei 1999        | ATP Praag           | Gravel        | Radek Štěpánek     | Mark Keil Nicolás Lapentti           | 6-0, 6-2          | details |
| 16.                               | 5 maart 2000      | ATP Kopenhagen      | Hardcourt (i) | David Prinosil     | Jonas Björkman Sébastien Lareau      | 6-1, 5-7, 7-5     | details |
| 17.                               | 14 mei 2000       | ATP Rome            | Gravel        | Dominik Hrbatý     | Wayne Ferreira Jevgeni Kafelnikov    | 6-4, 4-6, 6-3     | details |
| 18.                               | 25 juni 2000      | ATP Rosmalen        | Gras          | Cyril Suk          | Paul Haarhuis Sandon Stolle          | 6-4, 6-7, 7-6     | details |
| 19.                               | 19 augustus 2001  | ATP Washington      | Hardcourt     | David Prinosil     | Bob Bryan Mike Bryan                 | 7–6, 6–3          | details |
| 20.                               | 14 oktober 2001   | ATP Wenen           | Hardcourt (i) | Radek Štěpánek     | Jiří Novák David Rikl                | 6–3, 6–2          | details |
| 21.                               | 10 maart 2002     | ATP Delray Beach    | Hardcourt     | Cyril Suk          | David Adams Ben Ellwood              | 6-4, 6-7, [10-5]  | details |
| 22.                               | 12 mei 2002       | ATP Rome            | Gravel        | Cyril Suk          | Wayne Black Kevin Ullyett            | 7-5, 7-5          | details |
| 23.                               | 23 juni 2002      | ATP Rosmalen        | Gras          | Cyril Suk          | Paul Haarhuis Brian MacPhie          | 7-6, 6-7, 6-4     | details |
| 24.                               | 5 januari 2003    | ATP Doha            | Hardcourt     | Cyril Suk          | Mark Knowles Daniel Nestor           | 3–6, 6–1, 7–6     | details |
| 25.                               | 21 juni 2003      | ATP Rosmalen        | Gras          | Cyril Suk          | Donald Johnson Leander Paes          | 7–5, 7–6          | details |
| 26.                               | 27 juli 2003      | ATP Kitzbühel       | Gravel        | Cyril Suk          | Jürgen Melzer Alexander Peya         | 6-4, 6–4          | details |
| 27.                               | 11 januari 2004   | ATP Doha            | Hardcourt     | Cyril Suk          | Stefan Koubek Andy Roddick           | 6–2, 6–4          | details |
| 28.                               | 20 juni 2004      | ATP Rosmalen        | Gras          | Cyril Suk          | Lars Burgsmüller Jan Vacek           | 6–3, 6–7, 6–3     | details |
| 29.                               | 17 oktober 2004   | ATP Wenen           | Hardcourt (i) | Cyril Suk          | Gastón Etlis Martín Rodríguez        | 6–7, 6–4, 7–6     | details |
| 30.                               | 13 februari 2005  | ATP Marseille       | Hardcourt (i) | Radek Štěpánek     | Mark Knowles Daniel Nestor           | 7-6, 7-6          | details |
| 31.                               | 27 februari 2005  | ATP Dubai           | Hardcourt     | Radek Štěpánek     | Jonas Björkman Fabrice Santoro       | 6–2, 6–4          | details |
| 32.                               | 19 februari 2006  | ATP Marseille       | Hardcourt (i) | Radek Štěpánek     | Mark Knowles Daniel Nestor           | 6-2, 6-7, [10-3]  | details |
| 33.                               | 25 juni 2006      | ATP Rosmalen        | Gras          | Leander Paes       | Arnaud Clément Chris Haggard         | 6–1, 7–6          | details |
| 34.                               | 9 september 2006  | US Open             | Hardcourt     | Leander Paes       | Jonas Björkman Maks Mirni            | 6-7, 6-4, 6-3     | details |
| 35.                               | 25 februari 2007  | ATP Rotterdam       | Hardcourt (i) | Leander Paes       | Andrei Pavel Alexander Waske         | 6-3, 6-7, 10-7    | details |
| 36.                               | 11 maart 2007     | ATP Indian Wells    | Hardcourt     | Leander Paes       | Jonathan Erlich Andy Ram             | 6-2, 7-5          | details |
| 37.                               | 17 februari 2008  | ATP Marseille       | Hardcourt (i) | Pavel Vízner       | Yves Allegro Jeff Coetzee            | 7-6, 7-5          | details |
| 38.                               | 18 januari 2009   | ATP Auckland        | Hardcourt     | Robert Lindstedt   | Scott Lipsky Leander Paes            | 7-5, 6-4          | details |
| 39.                               | 8 februari 2009   | ATP Zagreb          | Hardcourt     | Robert Lindstedt   | Christopher Kas Rogier Wassen        | 6-4, 6-3          | details |
| 40.                               | 9 augustus 2009   | ATP Washington      | Hardcourt     | Robert Lindstedt   | Mariusz Fyrstenberg Marcin Matkowski | 7–5, 7–6          | details |
| verloren finales mannendubbelspel |                   |                     |               |                    |                                      |                   |         |
| 1.                                | 7 maart 1993      | ATP Kopenhagen      | Tapijt (i)    | Daniel Vacek       | David Adams Andrej Olchovski         | 6-3, 3-6, 6-3     | details |
| 2.                                | 11 september 1993 | US Open             | Hardcourt     | Karel Nováček      | Ken Flach Rick Leach                 | 6–7, 6–4, 6–2     | details |
| 3.                                | 6 februari 1994   | ATP Marseille       | Hardcourt (i) | Jevgeni Kafelnikov | Jan Siemerink Daniel Vacek           | 6-7, 6-4, 6-1     | details |
| 4.                                | 13 maart 1994     | ATP Zaragoza        | Tapijt (i)    | Karel Nováček      | Henrik Holm Anders Järryd            | 7-5, 6-2          | details |
| 5.                                | 23 oktober 1994   | ATP Lyon            | Tapijt (i)    | Patrick Rafter     | Jakob Hlasek Jevgeni Kafelnikov      | 6-7, 7-6, 7-6     | details |
| 6.                                | 4 februari 1996   | ATP Zagreb          | Tapijt (i)    | Hendrik Jan Davids | Menno Oosting Libor Pimek            | 6-3, 7-6          | details |
| 7.                                | 6 oktober 1996    | ATP Singapore       | Tapijt (i)    | Andrej Olchovski   | Mark Woodforde Todd Woodbridge       | 7-6, 7-6          | details |
| 8.                                | 3 april 2000      | ATP Miami           | Hardcourt     | Dominik Hrbatý     | Mark Woodforde Todd Woodbridge       | 6-3, 6-4          | details |
| 9.                                | 24 juni 2001      | ATP Rosmalen        | Gras          | Cyril Suk          | Paul Haarhuis Sjeng Schalken         | 6–4, 6–4          | details |
| 10.                               | 12 augustus 2001  | ATP Cincinnati      | Hardcourt     | David Prinosil     | Mahesh Bhupathi Leander Paes         | 7–6, 6–3          | details |
| 11.                               | 3 maart 2002      | ATP Acapulco        | Gravel        | David Rikl         | Bob Bryan Mike Bryan                 | 6-1, 3-6, [10-2]  | details |
| 12.                               | 15 juni 2003      | ATP Halle           | Gras          | Cyril Suk          | Jonas Björkman Todd Woodbridge       | 6–3, 6–4          | details |
| 13.                               | 24 augustus 2003  | ATP Long Island     | Hardcourt     | Cyril Suk          | Robbie Koenig Martín Rodríguez       | 6–3, 6–4          | details |
| 14.                               | 29 februari 2004  | ATP Marseille       | Hardcourt (i) | Cyril Suk          | Mark Knowles Daniel Nestor           | 7–5, 6–3          | details |
| 15.                               | 22 mei 2005       | ATP Sankt Pölten    | Gravel        | Mariano Hood       | Lucas Arnold Ker Paul Hanley         | 6–3, 6–4          | details |
| 16.                               | 28 januari 2006   | Australian Open     | Hardcourt     | Leander Paes       | Bob Bryan Mike Bryan                 | 4-6, 6-3, 6-4     | details |
| 17.                               | 7 januari 2007    | ATP Doha            | Hardcourt     | Leander Paes       | Michail Joezjny Nenad Zimonjić       | 6-1, 7-6          | details |
| 18.                               | 11 maart 2007     | ATP Miami           | Hardcourt     | Leander Paes       | Bob Bryan Mike Bryan                 | 6-7, 6-3, [10-7]  | details |
| 19.                               | 24 juni 2007      | ATP Rosmalen        | Gras          | Leander Paes       | Jeff Coetzee Rogier Wassen           | 3-6, 7-6, [12-10] | details |
| 20.                               | 8 maart 2008      | ATP Dubai           | Hardcourt     | Pavel Vízner       | Mahesh Bhupathi Mark Knowles         | 7-5, 7-6          | details |
| 21.                               | 28 februari 2009  | ATP Dubai           | Hardcourt     | Robert Lindstedt   | Rik de Voest Dmitri Toersoenov       | 4-6, 6-3, [10-5]  | details |
| 22.                               | 28 februari 2009  | ATP Estoril         | Gravel        | Robert Lindstedt   | Eric Butorac Scott Lipsky            | 6-3, 6-2          | details |
| 23.                               | 14 juni 2010      | ATP Halle           | Gras          | Filip Polášek      | Serhij Stachovsky Michail Joezjny    | 4–6, 7–5, [10–7]  | details |

## Resultaten grandslamtoernooien
| Legenda | Legenda                          |
| ------- | -------------------------------- |
| g.t.    | geen toernooi gehouden           |
| l.c.    | lagere categorie                 |
| –       | niet deelgenomen                 |
| G       | uitgeschakeld in de groepsfase   |
| 1R      | uitgeschakeld in de eerste ronde |
| 2R      | uitgeschakeld in de tweede ronde |
| 3R      | uitgeschakeld in de derde ronde  |
| 4R      | uitgeschakeld in de vierde ronde |
| KF      | uitgeschakeld in de kwartfinale  |
| HF      | uitgeschakeld in de halve finale |
| F       | de finale verloren               |
| W       | het toernooi gewonnen            |
| w-v     | winst/verlies-balans             |

### Mannendubbelspel
| Toernooi        | 1991 | 1992 | 1993 | 1994 | 1995 | 1996 | 1997 | 1998 | 1999 | 2000 | 2001 | 2002 | 2003 | 2004 | 2005 | 2006 | 2007 | 2008 | 2009 | 2010 | 2011 |
| --------------- | ---- | ---- | ---- | ---- | ---- | ---- | ---- | ---- | ---- | ---- | ---- | ---- | ---- | ---- | ---- | ---- | ---- | ---- | ---- | ---- | ---- |
| Australian Open | –    | –    | 1R   | HF   | 2R   | KF   | KF   | –    | 1R   | 3R   | –    | KF   | 3R   | 2R   | 1R   | F    | 3R   | KF   | 2R   | 2R   | –    |
| Roland Garros   | 1R   | 1R   | 1R   | 2R   | 1R   | –    | 2R   | –    | 1R   | 3R   | 1R   | KF   | 2R   | 1R   | KF   | 1R   | 2R   | 1R   | 1R   | 1R   | 1R   |
| Wimbledon       | –    | 1R   | 1R   | 3R   | –    | 1R   | HF   | 3R   | 1R   | 2R   | 1R   | KF   | KF   | 3R   | 2R   | HF   | KF   | 1R   | 3R   | 3R   | 1R   |
| US Open         | –    | 1R   | F    | KF   | 2R   | 1R   | 3R   | KF   | 1R   | 3R   | 3R   | 1R   | KF   | 3R   | 3R   | W    | 1R   | 3R   | 3R   | 2R   | 1R   |